# Matt Lauer
Matthew Lauer, dit Matt Lauer, né le 30 décembre 1957, est un journaliste de télévision américain, présentateur entre 1997 et 2017 de la matinale The Today Show diffusée quotidiennement sur le réseau NBC, ainsi que d'émissions sur le Discovery Channel.
Matt Lauer est d'origine roumaine. Il est également connu pour avoir eu quelques entretiens très tendus avec des personnalités, comme avec Tom Cruise, en juin 2005, au sujet de la psychiatrie, ou Ann Coulter en juin 2006.

## Affaires judiciaires

### Accusation de harcèlement sexuel et agression sexuelle
En 2008, Lauer a fait l'objet d'un roast de la part de ses collègues du New York Friars Club (en), au cours duquel ils ont plaisanté sur sa réputation, avec les relations avec son personnel.
Le 29 novembre 2017, NBC News a annoncé que l'emploi de Matt Lauer avait pris fin après qu'une employée anonyme de NBC a signalé que Matt Lauer l'avait harcelée sexuellement pendant les Jeux olympiques d'hiver de 2014 à Sotchi, en Russie, et que le harcèlement avait continué après leur retour à New York.
En 2017, Variety a rapporté des allégations d'au moins dix des collègues actuels et anciens de Lauer. D'autres accusations ont été rendues publiques dans les jours qui ont suivi. NBC a reconnu trois cas supplémentaires datant de 2000 à 2007.
Deux semaines après le licenciement de Matt Lauer, Addie Zinone, une ancienne assistante de production de Today, a porté une accusation supplémentaire, affirmant qu'elle avait eu une relation sexuelle consensuelle avec Lauer en juin 2000. Addie Zinone a affirmé que la relation était un "abus de pouvoir" de la part de Matt Lauer parce que Addie Zinone a déclaré qu'elle estimait que refuser les avances de Lauer aurait nui à sa carrière,.

#### LivreCatch and Kill
En 2019, Dans le livre  Catch and Kill (en) de Ronan Farrow il a cité plusieurs sources qui ont déclaré que NBC News était non seulement au courant de l'inconduite de Matt Lauer à l'avance, mais qu'Harvey Weinstein avait utilisé ces connaissances pour faire pression sur le programme. Pour tuer une histoire qui aurait révélé ses propres agressions sexuelles.
Dans le livre Catch and Kill (en) de Ronan Farrow il révèle que l'une des victimes présumées est Brooke Nevils, qui affirme que Lauer l'a violée analement dans sa chambre d'hôtel alors qu'ils étaient à Sotchi pour couvrir les Jeux olympiques d'hiver de 2014 pour NBC. Farrow écrit également dans son livre que Brooke Nevils a eu d'autres relations sexuelles avec Lauer après l'incident initial, mais elle a qualifié ces rencontres de « transactionnelles » et n'a consenti que par crainte que Lauer ait le contrôle sur sa carrière.
En octobre 2019, suite à l'allégation d'agression sexuelle de Brooke Nevils publiée dans le livre de Ronan Farrow, Matt Lauer a publié une lettre ouverte confirmant qu'il avait eu une relation sexuelle consensuelle avec Brooke Nevils et que la relation avait commencé en 2014 à Sotchi, mais niant que la rencontre initiale n'était pas consensuelle.
Selon le livre de Ronan Farrow, la bookeuse de l'émission Today Melissa Lonner, affirme que Matt Lauer s'est exposé à elle en 2010 lors d'un cocktail sur NBC. Il nie cette affirmation et déclare, par l'intermédiaire de son avocat, "qu'il ne participera pas au cirque marketing de ce livre".

## Filmographie
Sauf indication contraire, les informations mentionnées dans cette section peuvent être confirmées par la base de données cinématographiques IMDb,  présente dans la section « Liens externes ».
Matt Lauer est apparu dans de nombreuses fictions, à la télévision ou au cinéma, la plupart du temps dans son propre rôle.
- 2009 : Le Monde (presque) perdu : lui-même
- 2009 : Georges le petit curieux 2 : Suivez ce singe : Hark Hanson (voix)
- 2011 : Le Complexe du castor : lui-même
- 2014 : Sharknado 2: The Second One (téléfilm) : lui-même
- 2015 : Entourage : lui-même
- 2015 : Sharknado 3: Oh Hell No! (téléfilm) : lui-même
- 2016 : Zoolander 2 : lui-même